# Marija Savinova
Marija Sergeevna Savinova (in russo Мария Сергеевна Савинова?; Čeljabinsk, 13 agosto 1985) è una mezzofondista russa, specializzata negli 800 metri piani.
A Taegu 2011 e Londra 2012 vinse rispettivamente il titolo mondiale e il titolo olimpico della specialità, risultati che tuttavia le vennero annullati nel 2017 causa doping.

## Biografia
Nel 2014, in un documentario trasmesso su un canale televisivo tedesco, la Savinova ha ammesso di usare sostanze proibite. Nel novembre 2015 una commissione d'inchiesta dell'agenzia mondiale antidoping (WADA) incaricata di indagare sul doping di stato russo ha proposto la squalifica a vita della Savinova e di altri quattro atleti russi.
In data 10 febbraio 2017 il Tribunale Arbitrale dello Sport ha squalificato per un periodo di 4 anni l'atleta russa, a causa dell'utilizzo di sostanze dopanti e di irregolarità sul passaporto biologico, revocandole le medaglie conquistate e tutti i risultati ottenuti tra il luglio 2010 e l'agosto 2013.

## Palmarès
| Anno | Manifestazione  | Sede       | Evento      | Risultato | Prestazione | Note                                    |
| ---- | --------------- | ---------- | ----------- | --------- | ----------- | --------------------------------------- |
| 2008 | Mondiali indoor | Valencia   | 800 m piani | Batteria  | 2'06"72     |                                         |
| 2009 | Europei indoor  | Torino     | 800 m piani | Oro       | 1'58"10     | Miglior prestazione personale           |
| 2009 | Mondiali        | Berlino    | 800 m piani | 5ª        | 1'58"68     |                                         |
| 2010 | Mondiali indoor | Doha       | 800 m piani | Oro       | 1'58"26     | Miglior prestazione mondiale stagionale |
| 2010 | Europei         | Barcellona | 800 m piani | dq        | 1'58"22     | [ 3 ]                                   |
| 2011 | Mondiali        | Taegu      | 800 m piani | dq        | 1'55"87     | [ 3 ]                                   |
| 2012 | Giochi olimpici | Londra     | 800 m piani | dq        | 1'56"19     | [ 3 ]                                   |
| 2013 | Mondiali        | Mosca      | 800 m piani | dq        | 1'57"80     | [ 4 ]                                   |

## Altre competizioni internazionali
2009
- 4ª alla World Athletics Final ( Salonicco), 800 m piani - 2'00"72

## Riconoscimenti
- Atleta europea dell'anno (2011)